# نسرین شاکرمی
نسرین شاکرمی مادر نیکا شاکرمی از جان‌باختگان خیزش ۱۴۰۱ ایران و از مادران دادخواه اهل ایران است. او پس از دستگیری توسط وزارت اطلاعات جمهوری اسلامی در مهر ۱۴۰۳ به یک سال حبس اجرایی، دو سال ممنوع‌الخروجی، دو سال ممنوعیت سکونت در لرستان و دو سال ممنوعیت فعالیت در فضای مجازی محکوم شد.